# Gary Anderson (cyclisme)
Pour les articles homonymes, voir Gary Anderson et Anderson.
Gary John Anderson, né le 18 septembre 1967 à Londres, est un coureur cycliste néo-zélandais, spécialiste à la fois de la piste et de la route. Il a notamment été médaillé de bronze en poursuite aux Jeux olympiques de 1992 à Barcelone.

## Palmarès sur piste

### Jeux olympiques
- Séoul 1988
  - 7e de la poursuite
- Barcelone 1992
  -  Médaillé de bronze de la poursuite
  - 1/4 de finale de la poursuite par équipes
- Atlanta 1996
  - 13e de la poursuite
- Sydney 2000
  - 6e de la poursuite par équipes
  - 14e de la poursuite

### Championnats du monde juniors
- 1985
  -  Médaillé de bronze de la poursuite juniors

### Coupe du monde
- 1997
  - 1er de la poursuite par équipes à Adélaïde
  - 2e de la poursuite par équipes à Cali
  - 3e de l'américaine à Cali
- 1998
  - 2e de la poursuite par équipes à Victoria
- 2000
  - 1er de la poursuite par équipes à Cali
  - 1er de la poursuite par équipes à Ipoh
  - 2e de la poursuite individuelle à Cali
  - 3e de la poursuite individuelle à Ipoh

### Jeux du Commonwealth
- 1986
  -  Médaillé d'argent de la poursuite par équipes
  -  Médaillé de bronze du kilomètre
  -  Médaillé de bronze du 10 milles
  -  Médaillé de bronze de la poursuite
- 1990
  -  Médaillé d'or du 10 milles
  -  Médaillé d'or de la poursuite
  -  Médaillé d'or de la poursuite par équipes
  -  Médaillé d'argent du kilomètre

## Palmarès sur route
- 1987
  - Gastown Grand Prix
- 1993
  - Tour de Somerville
  - Prologue du New Zealand Post Tour
- 1995
  - Prologue et 10e étape du Tour de Southland
- 1998
  - 8e étape du Tour de Wellington
- 2000
  - 3e du championnat de Nouvelle-Zélande du contre-la-montre

## Distinctions et récompenses
- Sportif néo-zélandais junior de l'année : 1985 et 1986[1]
- Sportif de Wanganui de l'année : 1986, 1987 et 1988[1]